# Eichelberg (Geisenfeld)
Eichelberg ist ein Stadtteil von Geisenfeld im oberbayerischen Landkreis Pfaffenhofen an der Ilm. Das Dorf liegt circa zwei Kilometer südlich von Geisenfeld und ist über die Fahlenbacher Straße zu erreichen.
Am 1. April 1971 wurde Eichelberg als Ortsteil der ehemals selbständigen Gemeinde Parleiten in die Gemeinde Geisenfeld eingegliedert.

## Baudenkmäler
Siehe auch: Liste der Baudenkmäler in Geisenfeld#Weitere Ortsteile
- Kapelle St. Sixtus, erbaut 1761

## Bodendenkmäler
Siehe: Liste der Bodendenkmäler in Geisenfeld